# Gyrocochlea cinnamea
Gyrocochlea cinnamea är en snäckart som först beskrevs av Hedley 1912.  Gyrocochlea cinnamea ingår i släktet Gyrocochlea och familjen Charopidae. Inga underarter finns listade i Catalogue of Life.